# فيتاليان
البابا فيتاليان أو فيتاليانوس (باللاتينية: Vitalianus) ـ (توفي في 27 يناير 672) هو بابا الكنيسة الكاثوليكية في الفترة من 30 يوليو 657 إلى وفاته سنة 672.
ولد فيتاليان في بلدة سينيي بإقليم لاتسيو في وسط إيطاليا، وكان أبوه يدعى أناستاسيوس. تولى البابوية خلفًا للبابا إيجين الأول، فاحتفظ باسمه الأصلي ولم يغيره، وسعى للتقارب مع القسطنطينية وإمبراطورها كونستانس الثاني وبطريركها.
يُحتفل بعيده في 27 يناير من كل عام.